# Петрашкі (Підляське воєводство)
Петрашкі (пол. Pietraszki) — село в Польщі, у гміні Бранськ Більського повіту Підляського воєводства.
Населення — 107 осіб (2011).
У 1975-1998 роках село належало до Білостоцького воєводства.

## Демографія
Демографічна структура станом на 31 березня 2011 року:
|          | Загалом | Допрацездатний вік | Працездатний вік | Постпрацездатний вік |
| -------- | ------- | ------------------ | ---------------- | -------------------- |
| Чоловіки | 59      | 10                 | 40               | 9                    |
| Жінки    | 48      | 8                  | 24               | 16                   |
| Разом    | 107     | 18                 | 64               | 25                   |